# Aspredo aspredo
Aspredo aspredo es una especie de pez de la familia Aspredinidae en el orden de los Siluriformes.

## Morfología
• Los machos pueden llegar alcanzar los 38,3 cm de longitud total.

## Hábitat
Es un pez demersal y de clima tropical.

## Distribución geográfica
Se encuentran en Sudamérica: ríos costeros entre Venezuela y el norte del Brasil.